# Oscar Lemnaru
Oscar Lemnaru (născut Oscar Holtzman; n. 1 februarie 1907, București, România – d. 17 mai 1968, București, România) a fost un ziarist, nuvelist și traducător român.

## Biografie
S-a născut într-o familie evreiască din București, părinții săi fiind Solomon Holtzman și soția lui, Sali. A urmat liceul la Brăila, unde și-a făcut debutul jurnalistic în 1927, în revista Florile Dunării. Atras de București, el s-a dedicat jurnalismului, scriind în revistele Facla a lui Ion Vinea, Lumea a lui George Călinescu, Azi, Reporter și Revista Fundațiilor Regale. Pe lângă activitatea de reporter, el a scris comentarii pe teme de filosofie și artă și a publicat eseuri literare și aforisme. A fost un participant activ la viața cafenelei bucureștene; vorbele sale spirituale erau comparabile cu cele ale lui Păstorel Teodoreanu, Tudor Mușatescu și Șerban Cioculescu. El a fost prieten cu acesta din urmă, precum și cu Ion Barbu și Camil Petrescu.
Nuvelele din volumul Omul și umbra (1946), singura carte a lui Lemnaru, au fost citite anterior în cenaclul literar Sburătorul, fără a stârni interes. În revista Azi, el a publicat în 1935 un fragment din romanul neterminat Adonis hâdul. În ultimii săi ani, el s-a retras discret din viața literară, stilizând traduceri ale unor opere rusești nesemnificative și traducând scrieri ale scriitorilor francezi Émile Zola, Romain Rolland și Robert Merle. Omul și umbra, care nu a putut fi publicat sub regimul comunist, (totuși, "Omul și umbra" a fost publicat în colecția "Restituiri" a editurii "Dacia" în anul 1975...) care se ferea de orice fel de fantezie, a fost reeditat în anul 2000.

## Opera
- Omul și umbra, nuvele, București, 1946 (ed. îngrijită și prefațată de Mircea Braga, Cluj-Napoca, 1975; 2000).

### Traduceri
- Romain Rolland, Jean-Christophe, I-III, București, 1957-1958;
- Émile Zola, Germinal, București, 1960 (altă ed., I-II, Craiova, 1994);
- Robert Merle, Insula, București, 1964;
- J. Villain, Și astfel zămisli Dumnezeu apartheidul. Șase mii de kilometri prin Africa de Sud, București, 1964.